# 根津嘉一郎 (初代)

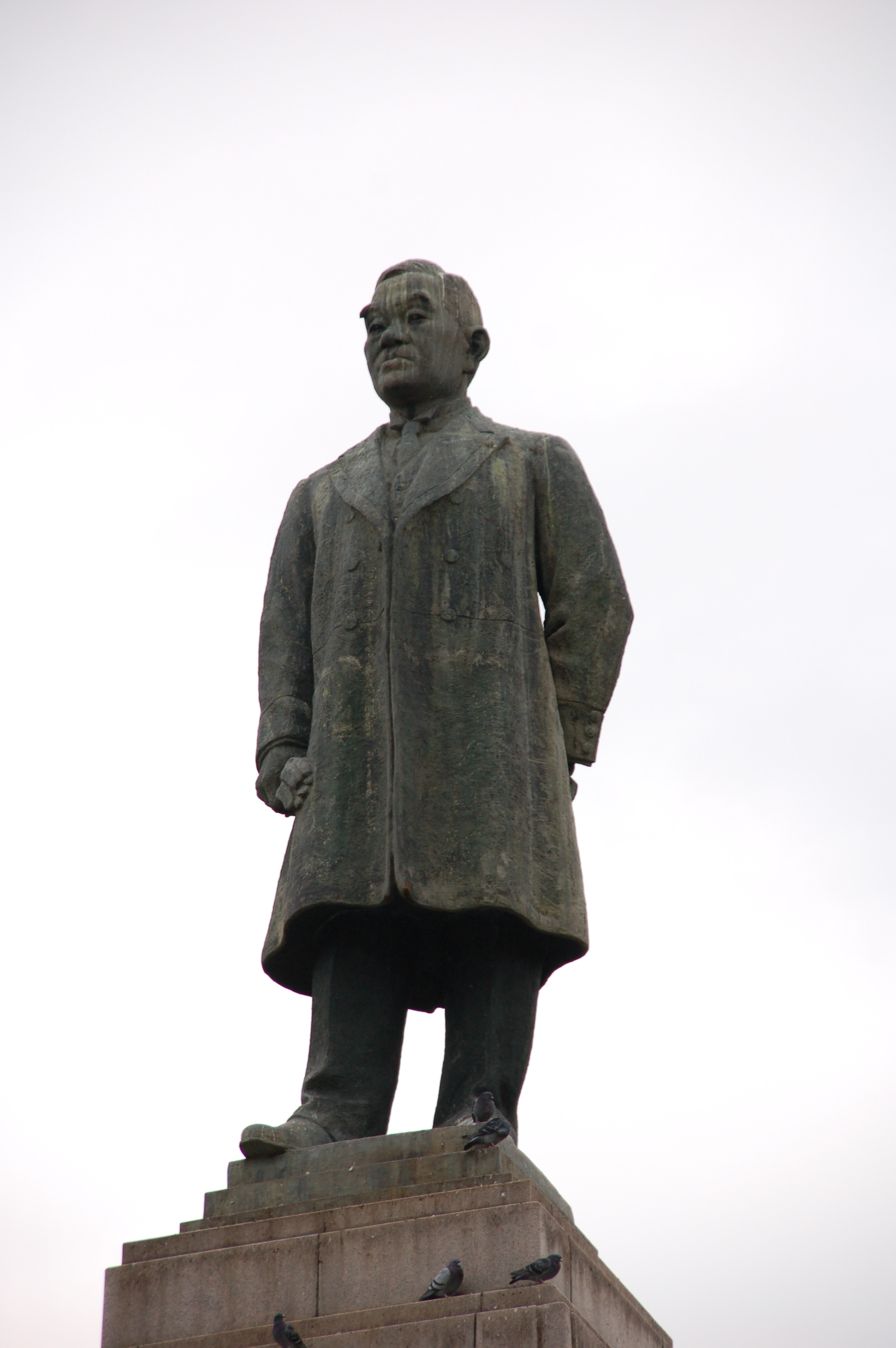
山梨県山梨市の万力公園には銅像がある。現地の解説板によると、1932年に建立されたが戦時供出され、1960年に再建。

初代根津 嘉一郎（ねづ かいちろう、万延元年6月15日（1860年8月1日） - 昭和15年（1940年）1月4日）は、日本の政治家、実業家。根津財閥の創始者でもある。
東武鉄道や南海鉄道（現・南海電気鉄道）など、日本国内の多くの鉄道敷設や再建事業に関わった。「鉄道王」と呼ばれることでも有名。
現在の武蔵大学および武蔵中学校・高等学校の前身である旧制武蔵高等学校の創立者。
なお、根津の長男である藤太郎が嘉一郎の死後に名前と財閥を受け継いだことから、区別が必要な場合に初代を冠している。

## 来歴

### 出生
甲斐国山梨郡正徳寺村（現山梨県山梨市）に生まれた。正徳寺村は近隣の村と合併して平等村の字となったため、出生地を東山梨郡平等村と記載する文献が多い。根津家は雑穀商や質屋業も営む豪商で、「油屋」の屋号を有していた。父・嘉一郎（もしくは嘉市郎、藤右衛門）と母・きみの間に、兄・一秀、姉・とら、妹・くにの2男2女の家族であった。出生名は栄次郎であった。

### 青年期
地元の寺子屋で学んだのち、明治10年（1877年）数え年18で山梨郡役所の書記となり月給2円で勤務した。この頃酒やタバコを覚え、親の金をくすねて役所の使いを口実に甲府まで飲みに出ていたという。また、自由民権運動の高まりに乗って共愛社と称する政治結社を結成したり、政治的な演説会を行ったため当時発布された集会条例によって官憲に摘発されるなどした。
自らは陸軍軍人となることを望んでいたが、長男の一秀が病弱であったため根津家の嗣子と見なされていた。しかし明治13年（1880年）、数え年21で突如家族に黙って東京に出奔した。この時点で士官学校への入学年齢上限を超えていたことから、上野にあった漢学者馬杉雲外の私塾に入門した。親は出奔に怒り学資などの支援を一切行わなかったため困窮したが、雲外は苦学する姿勢を好み丁寧に指導したという。一方で山梨時代と同じく酒を飲み喧嘩もしたという。その後同じ山梨出身の漢学者である古屋周斎の私塾に移籍した。3年間の東京生活の後、叔父に説得され帰郷した。
しばらくは家業を手伝いつつ、明治16年（1883年）には地元山梨で初の公会堂である峡東会堂を設立し、峡中立憲党に参画するなど、引き続き政治活動にも傾倒した。この頃、政治に金が必要であることを痛感していた根津は、当時甲州一と言われる富豪であった若尾逸平と度々面会し、経済に関する様々な教えを受けた。
明治17年（1884年）5月に大蔵省官吏の村上知彰の娘・久良（くら子）と結婚した。この時期、それまでの栄次郎という名を隆三に改めた。ほどなく父が隠居することとなり、兄の体調も思わしくないことから戸主を受け継ぐこととなり、嘉一郎を襲名した。襲名時期は不明だが、明治23年（1890年）6月に公表された貴族院議員候補者名簿には、多額納税者として既に根津嘉一郎の名前が見られる。納税額は若尾に次いで山梨県で第2位である1703円24銭8厘であった。

### 政治活動
明治22年（1889年）に、平等村の村会議員に初当選。明治24年（1891年）8月には東山梨郡の郡会議員に当選した。父・藤右衛門は商人の息子が政治に関わることに強く反対し、県知事や郡長に掛け合って立候補の無効を懇願したが叶わず、最後は嘉一郎の演説会場に乗り込んだが逆に弁舌に感服して、嘉一郎の政界入りを認めた。
同年10月には山梨県議会議員にも当選した。県議会では治水に関する建白に名を連ね、また道路改修に賛成票を投じており、特に交通問題への関与は後の鉄道分野への投資につながったとの説がある。
明治26年（1893年）には平等村と上万力村の2村で構成された組合村の村長となった。ただこの頃には投資や経営に専念するようになり、村長の印章を収入役に預けたままで東京に滞在することが多くなった。また兄の体調が回復してきたことから、明治29年（1896年）に根津家の家督を兄に譲った。明治30年（1897年）4月には村長を辞職し、東京市京橋区南蛸町に居を構えて分家した。
明治37年（1904年）の第9回衆議院議員総選挙では山梨県郡部から立候補した。この頃には実業家としての根津の名声は広く知れ渡っていたことから順当に当選し、初めて国会議員となった。当初、同じ山梨県から当選した佐竹作太郎らとともに甲辰倶楽部に所属した。しかしこの時、いわゆる議員資格問題に関係して、新潟選出議員である萩野左門から根津・佐竹に対する当選無効の申し立てが行われた。これに対して根津が憲政本党、佐竹が立憲政友会へとそれぞれ多数会派に鞍替えし、議院内委員会および本会議の双方で議員適格との議決を得た。この問題は、大審院（司法府）と衆議院（立法府）とで請負に対して異なる解釈を示す結果となった。
その後根津は大正4年（1915年）の第12回衆議院議員総選挙まで連続当選し、立憲国民党・立憲同志会に属して4期13年にわたって衆議院議員を務めた。しかし大正6年（1917年）の衆議院解散に伴う選挙には実業の多忙を理由として出馬せず、いったん政界から身を引いた。

### 甲州財閥
政治家としての活動と並行して、前述の若尾逸平に加え雨宮敬次郎と知り合い、甲州財閥を形成する。明治24年（1891年）には渡辺信、小田切謙明、佐竹作太郎ら名望家とともに鉄道期成同盟会を結成し、中央本線の敷設運動を行う。
第一徴兵保険会社や帝国火災保険、富国徴兵保険など保険会社の資金を運用し、東京電燈の買収などに関わる。明治38年（1905年）には東武鉄道の社長に就任し、当時「東武鉄道空引会社」と呼ばていた同社の経営再建に取り組んだ。
その他にも嘉一郎は経営に行き詰まった企業を多く買収し、再建を図ったことから「火中の栗を拾う男」「ボロ買い一郎」との異名や揶揄を与えられることもあった。資本関係を持った鉄道会社は25社に及び、多くの会社において名誉社長などに就任した。その中の数社には同じ甲州出身の早川徳次を送り込み、経営を任せて再建している。
明治37年（1904年）以降、衆議院議員を連続4期務めた（憲政会）。大正元年（1912年）には帝国火災保険株式会社を設立し初代社長を務めた。
大正15年（1926年）12月7日より貴族院勅選議員となり、研究会に所属し死去するまで在任した。
「社会から得た利益は社会に還元する義務がある」という信念のもと、教育事業も手がけ大正11年（1922年）に旧制武蔵高等学校（現在の武蔵大学、武蔵高等学校・中学校）を創立した。
昭和14年（1939年）12月25日にインフルエンザを発症し、自宅療養となったところ尿毒症を併発し、翌昭和15年（1940年）1月4日午前1時30分に死去した。享年81。葬儀は同月8日に築地本願寺で行われ、日中戦争という時勢のため花輪の掲出が全くない中、政財界・教育界から多くの参列者が集まったという。墓所は多磨霊園(15-1-2-10)にある。

## 人物

### 趣味
嘉一郎は茶人としても知られ、「青山」と号して茶道を嗜み、多くの茶道具や古美術を蒐集している。甲州財閥をはじめとする実業家は茶道を嗜む人物が多く、彼らは茶会を古美術の鑑賞目的以外に、情報交換の場として利用した。

### 人脈
嘉一郎は生前から宮島清次郎（日清紡績会長）の紹介で吉田茂の面識を得ていたが、死後、遺族に課税されるはずだった莫大な相続税を、東京財務局長の池田勇人が特例で美術館への寄贈名目として免除した。このことに感激した嘉一郎の遺族は吉田に推薦して、池田を大蔵大臣に就任させた。これが後の池田内閣成立の重要な基礎となったのである。

### 健康
若い頃は体重12貫（約45キログラム）とそれほど体が大きくなかったうえに遊興におぼれ、自身曰く婦人科以外のあらゆる医師にかかった。長じてからは節制を心がけ、100歳まで生きることを目標としていた。薄着をして体を寒気に慣れさせる、毎朝梅干を食すといった独自の健康法の他、毎朝必ず便通のために数十分トイレに籠ることを心がけていた。これはその日1日の方針を定めるための思索の時間を兼ねており、そのためトイレには大理石の時計をしつらえた本棚があるなど、書斎としての機能も持っていたという。また歯は丈夫であったが晩年には歯槽膿漏を患っていた。

## 東武鉄道への経営参加

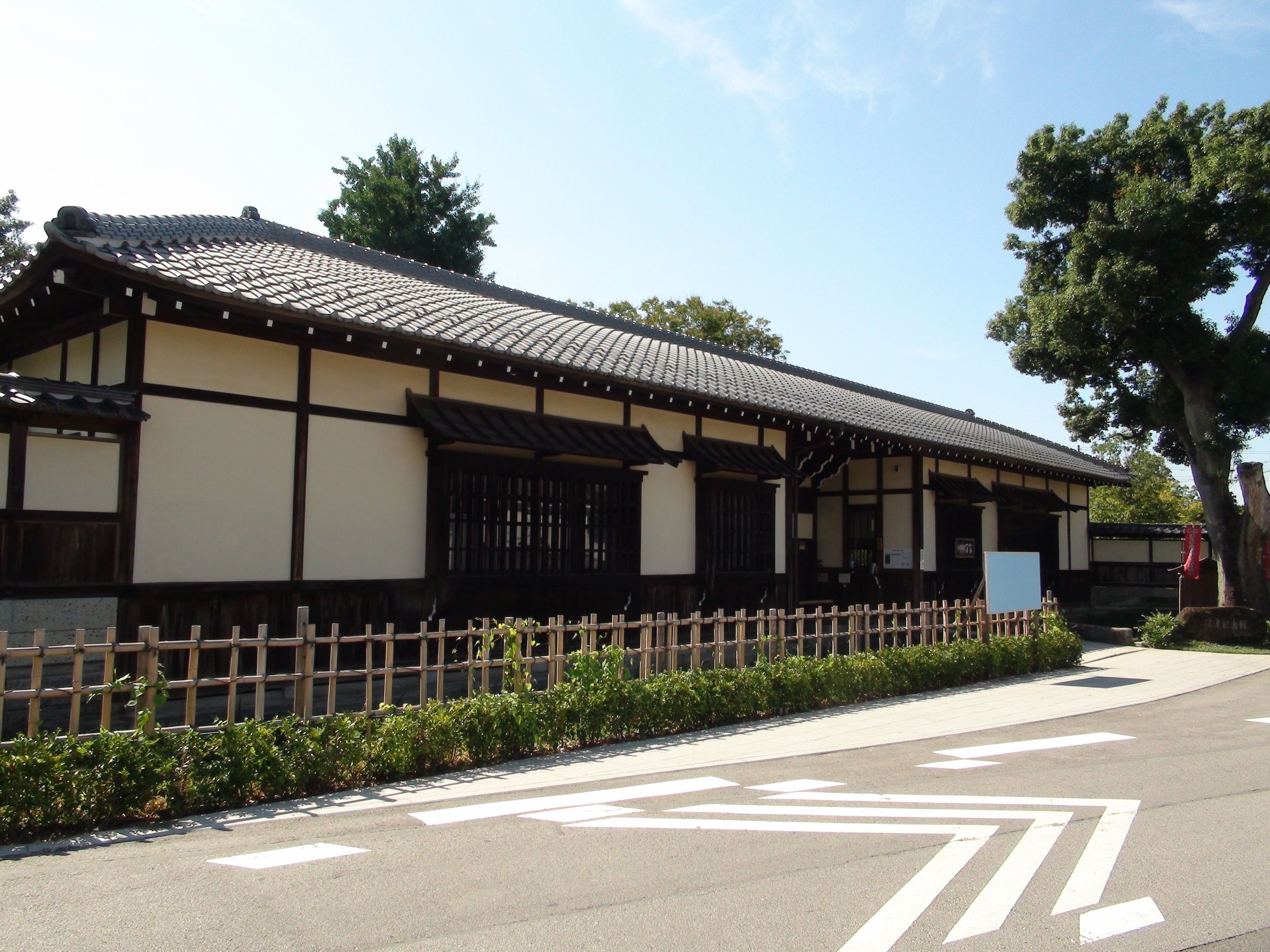
根津嘉一郎の生家、山梨市の根津記念館（2010年9月撮影）

晩年に経営者となった東武鉄道との関係は、明治38年（1905年）に780株を取得したことから始まる（しかしながら、1902年9月に160株を取得し1905年には1,000株、1909年下期の増資時2万株とし株式総数に占める割合を18.9%へと高めた、とする文献もある）。これは嘉一郎が当時所有していた他の鉄道会社の持株数に比べるときわめて少ないものであり、当初経営への参加は当然行っていなかったが、赤字続きだった東武鉄道からの要請もあって経営に参加し路線延長や東上鉄道との対等合併を推進するなどその手腕を発揮した。延長した路線は1903年4月に川俣まで1907年8月に足利までであり、営業収入の増大をもたらした。
しかし、嘉一郎は昭和に入る頃まではまだ東武鉄道の経営が主な仕事となっておらず、なおも投資家として資本参加した南海鉄道、京浜地下鉄道、南朝鮮鉄道をはじめとする全国の鉄道の取締役に就いていた。
嘉一郎の没後、長男の藤太郎が2代目嘉一郎を名乗り、東武鉄道の経営を引き継いだ。また2代目嘉一郎の退任後、社外出身社長の時代を経て孫に当たる2代目嘉一郎の次男にあたる嘉澄が1999年から2023年まで社長を勤めた。

## 栄典

### 日本
- 1906年（明治39年）4月1日 勲四等旭日小綬章[56] - 日露戦争において衆議院議員として翼賛の功による[57]
- 1916年（大正5年）8月1日 勲三等瑞宝章[58] - 日独戦争の功による[57]
- 1924年（大正13年）2月11日 旭日中綬章[59]
- 1934年（昭和9年）4月29日 勲二等瑞宝章[60] - 満洲事変における功による[57][注釈 8]
- 1940年1月4日 正五位 - 特旨叙位[62]

### 外国
- 1921年（大正10年）ドイツ赤十字三等章 - 日独戦争時の捕虜慰安の功による[63]
- 1935年（昭和10年） 満洲国建国功労章[64]
- 1937年（昭和12年）ベルギーレオポルド2世勲章（グラン・クロワ）[65] - 美術品を通じた交流による[66]
- 時期不明 - ドイツ赤十字第一等名誉章[63]

## 家族

### 平等村における根津家
- 父・嘉一郎／嘉市郎／藤右衛門（文政6年7月22日 - 明治35年6月4日）[11]
- 母・喜美（きみ）（文政5年7月22日 - 明治15年8月3日） - 旧姓は広瀬[11]。
- 兄・一秀（いっしゅう[67]）（安政元年2月[68] - 明治37年（1904年）9月1日[69]）
  - 病弱で家督相続が危ぶまれ、一時は弟・嘉一郎が家督を継ぐ流れになっていた。弟とは異なり土地を中心とした投資に注力し[70]、高額納税者にも名を連ねた[68]。最終的には病気が平癒したことで根津家の家督を継ぎ、結婚して1女をもうけた[10]。根津啓吉は娘婿であり一秀の養子である[71]。
- 姉・登良（とら）（生没年不詳）- 須田五郎[10]（または耕）と結婚。宣、茂富、藤平などの子をもうけた。須田宣は須田藤平に家督を委ねて分家し、嘉一郎のもとで東武鉄道などの経営に関わった[72]。
- 妹・久仁（くに[注釈 9]）（慶應2年1月 - 没年不詳）[注釈 10]

### 東京分家後
- 妻・久良（くら）／くら子（慶應2年[注釈 11] - 1963年1月7日[75]） - 士族・大蔵省官吏であった村上知彰の六女[76]。村上知充の妹[71]。
- 長男・藤太郎 - 嘉一郎が50歳を過ぎてから生まれた唯一の実子[77]。後に根津嘉一郎 (2代目)を襲名。
- 養女・田鶴／田鶴子（明治26年 - 没年不詳）- 眞弓萬二郎長女[73]。益田信世に嫁いだ[78]のち、嘉一郎の養子となる[73][注釈 12]。1939年に嘉一郎が南米を訪問した際には同行している[80]。
- 姪・あい（明治20年1月 - 没年不詳）- 姉・登良の娘[注釈 13]。伝記には実子がいなかった時期に姪をかわいがったとあり[77]、養子相当で迎えたか[81]。後に分家[71]。

## 関連人物
- 正田貞一郎
- 早川徳次 (東京地下鉄道)